# New Vibes SC
El New Vibes SC es un equipo de fútbol de las Islas Vírgenes de los Estados Unidos que juega en el Campeonato de fútbol de las Islas Vírgenes Estadounidenses, el torneo de fútbol más importante del país.

## Historia
Fue fundado en la localidad de St. Thomas y es un equipo de los más exitosos de la joven liga, al proclamarse campeón en 2 ocasiones y ha sido finalista otras 2 y ha ganado el Torneo de las Islas de St. Thomas y St. Jhon en 2 ocasiones.
A nivel internacional ha participado en dos torneos continentales, donde su mejor participación ha sido en el Campeonato de Clubes de la CFU del año 2006, donde fue eliminado en la primera ronda de la fase de grupos por el San Juan Jabloteh de Trinidad y Tobago, el SAP FC de Antigua y Barbuda y el SV Britannia de Aruba.

## Palmarés
- Campeonato de fútbol de las Islas Vírgenes Estadounidenses: 4

2005-06, 2008-09, 2012-13, 2022-23
- - Subcampeón: 2

2007-08, 2011-12
- Liga de fútbol de Saint Thomas: 3

2008-09, 2011-12, 2022-23

## Participación en competiciones de la CONCACAF
- Campeonato de Clubes de la CFU: 2 apariciones

2006 - Primera Ronda
2007 - abandonó en la Primera Ronda